# Hans Blum (Autor)
Johann Georg Max Hans Blum (* 8. Juni 1841 in Leipzig; † 1. Februar 1910 in Rheinfelden) war ein deutscher Rechtsanwalt und Schriftsteller. Er war der Sohn des am 9. November 1848 in der Brigittenau bei Wien erschossenen Robert Blum und dessen Ehefrau Jenny Blum. Außerdem war er nationalliberaler Reichstagsabgeordneter und Zigarrenfabrikant. Seine schriftstellerische Tätigkeit erstreckt sich auf die Geschichte des 19. Jahrhunderts.

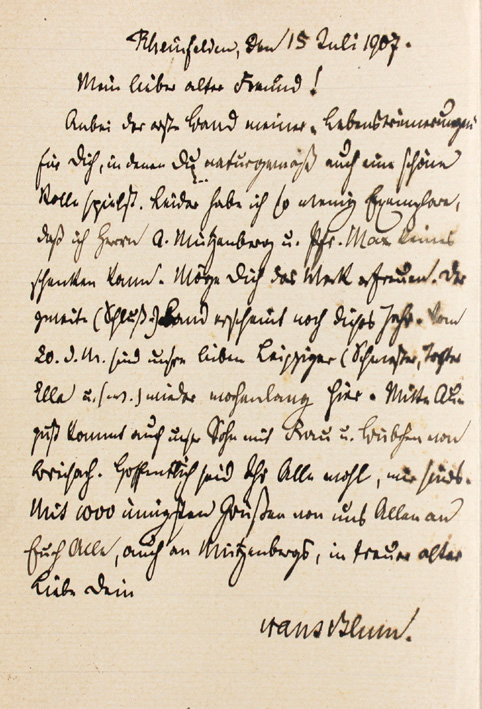
Brief von Hans Blum aus dem Jahr 1907

## Leben
Blum besuchte die Bürgerschule in Leipzig und von 1849 bis 1856 eine Erziehungsanstalt in Wabern. Bis 1860 war er in einem Gymnasium in Bern, bevor er Rechts- und Kameralwissenschaften in Leipzig und Berlin studierte. 1864 wurde er Referendar in Leipzig und promovierte im Jahr 1865. Danach war er als Advokat tätig und von 1879 bis 1895 Vorsitzender des Direktoriums einer Lebensversicherung.
Blum war nationalliberales Mitglied des Norddeutschen Reichstags und schrieb über die politische Entwicklung des Deutschen Reiches. Er war Sohn von Robert Blum und wie dieser Mitglied der Leipziger Burschenschaft Germania. Über seinen Vater verfasste er eine stark subjektiv gefärbte Biographie. Diese wiederum wurde seitens der Sozialdemokratie u. a. von Wilhelm Liebknecht in dessen eigener Biographie Robert Blums kritisiert. Blum hat nach Liebknechts Ansicht die Auffassungen seines Vaters missverstanden. So versucht er den Vater in einer ersten grundlegenden Biografie zu einem Vorläufer und Parteigänger Bismarcks zu machen, was er mit Sicherheit nicht gewesen ist. Wilhelm Liebknecht spricht von einem biografischen Attentat und sieht Robert Blum als Vorkämpfer der sozialen Demokratie, was der Wahrheit näher kommen dürfte. Allerdings übertreibt Liebknecht auch sicher darin, wenn er schreibt, dass in dem Buch des Sohnes nur das von Wert sei, was er nicht geschrieben hat.
Hans Blum publizierte auch zur Geschichte des Deutschen Reiches zur Zeit Bismarcks. Für den Daheim schrieb Blum 1870 viel gelesene Reiseberichte von den Kriegsschauplätzen des Deutsch-Französischen Kriegs. Seine Befürwortung der Todesstrafe dagegen wurde von den sozialdemokratischen Abgeordneten mit Entrüstung vermerkt. August Bebel schrieb über ihn folgendes: Der einzige sächsische Abgeordnete, der für die Todesstrafe eintrat, war Dr. Hans Blum, der Sohn des im Herbst 1848 in der Brigittenau bei Wien erschossenen Robert Blum. Als Blum sein Ja für die Todesstrafe abgab, antworteten wir auf der äußersten Linken mit einem kräftigen Pfui! Hans Blum gehörte zu den schmutzigsten und perfidesten Gegnern der Sozialdemokratie; um uns zu bekämpfen, war ihm jedes Mittel recht. Selbstverständlich war er ein begeisterter Verehrer Bismarcks, und dieser wollte ihm wohl. Aber er konnte ihn vor schimpflichem Untergang nicht retten. Blum wurde wegen ehrloser Handlungen die Advokatur entzogen. Er ging alsdann nach der Schweiz, woselbst er eine Zigarrenfabrik betrieb. Er starb 1910 als wohlhabender Mann. Blum lebte ab 1898 in Rheinfelden. Die persönliche Verbundenheit mit seiner Wahlheimat zeigt sich u. a. im historischen Roman Herzog Bernhard, auf dessen Grundlage später auch das Rheinfelder Lied entstanden ist.

## Werke
- Robert Blum. Ein Zeit- u. Charakterbild für das deutsche Volk. Leipzig 1878.
- Aus unsern Tagen. 2 Bände, Magdeburg, Faber, 1876.
- Herzog Bernhard – Eine Geschichte vom Oberrhein aus den Jahren 1638/1639. Leipzig, 1885.
- Menschenrechte. Erzählung aus der Zeit der ersten französischen Revolution. 2 Bände, Jena, Vlg. Hermann Costenoble 1889.
- Die deutsche Revolution 1848–1849. Florenz und Leipzig 1898.
- Persönliche Erinnerungen an den Fürsten Bismarck. München 1900.
- Das deutsche Reich zur Zeit Bismarcks. Politische Geschichte von 1871–1890. Leipzig, 1893.
- Fürst Bismarck und seine Zeit. Eine Biographie für das Deutsche Volk. 7 Bände, München, 1894–1899.
- Bismarck – Ein Buch für Deutschlands Jugend und Volk. Leipzig, Carl Winter’s Universitätsbuchhandlung, 1903.